# Polychidium muscicola (svamp)
Polychidium muscicola är en lavart som först beskrevs av Olof Swartz, och fick sitt nu gällande namn av Samuel Frederick Gray. Polychidium muscicola (svamp) ingår i släktet Polychidium och familjen Massalongiaceae.   Inga underarter finns listade i Catalogue of Life.